# Like a star in the night
Like a star in the night – trzynasty singel japońskiej piosenkarki Mai Kuraki, wydany 4 września 2002 roku. Osiągnął 2 pozycję w rankingu Oricon i pozostał na liście przez 7 tygodni, sprzedał się w nakładzie 119 550 egzemplarzy. Singel zdobył status złotej płyty.

## Lista utworów
| Nr | Tytuł                                        | Słowa      | Kompozycja    | Aranżacja                               | Czas |
| -- | -------------------------------------------- | ---------- | ------------- | --------------------------------------- | ---- |
| 1. | "Like a star in the night"                   | Mai Kuraki | Daisuke Ikeda | Akihito Tokunaga Strings: Daisuke Ikeda | 5:36 |
| 2. | "Give me one more chance"                    | Mai Kuraki | Aika Ōno      | DJ ME-YA                                | 4:41 |
| 3. | "Like a star in the night ~a capella ver.!~" | Mai Kuraki | Daisuke Ikeda | Akihito Tokunaga                        | 5:23 |
| 4. | "Like a star in the night" (Instrumental)    |            | Daisuke Ikeda | Akihito Tokunaga Strings: Daisuke Ikeda | 5:36 |

## Notowania
| Lista                       | Pozycja |
| --------------------------- | ------- |
| Oricon Daily Singles Chart  | 1       |
| Oricon Weekly Singles Chart | 2       |